# Classic Jean-Patrick Dubuisson
La Classic Jean-Patrick Dubuisson est une course cycliste française qui se déroule au mois de septembre autour de Désertines, dans le département de l'Allier. Créée en 2005, cette compétition a connu plusieurs appellations au cours de son histoire. Elle fait partie du calendrier national de la Fédération française de cyclisme depuis 2018. 
Une épreuve réservée aux juniors (moins de 19 ans) est également organisée. 

## Palmarès

### Élites
| Année                               | Vainqueur                | Deuxième                 | Troisième           |
| ----------------------------------- | ------------------------ | ------------------------ | ------------------- |
| Huriel-Jalesches                    |                          |                          |                     |
| 2005                                | Florian Vachon           | Peng Chun Chi            | John Rutherford     |
| Jalesches-Huriel                    |                          |                          |                     |
| 2006                                | Christian Serisier       | Paulo da Cunha           | Jérôme Mainard      |
| Huriel-Jalesches                    |                          |                          |                     |
| 2007                                | Tomasz Smoleń            | Andrew Jackson           | Sander Maasing      |
| Triptyque Huriel-Domérat-Désertines |                          |                          |                     |
| 2008                                | Benoît Luminet           | Nicolas Prin             | Cyril Fernandez     |
| Grand Prix d'Huriel                 |                          |                          |                     |
| 2009                                | Frédéric Finot           | Sébastien Boire          | Pierre Bourgeot     |
| Classic Désertines-Huriel           |                          |                          |                     |
| 2010                                | Yann Guyot               | Jérôme Mainard           | Blaise Sonnery      |
| Classic Jean-Patrick Dubuisson      |                          |                          |                     |
| 2011                                | Anthony Soares           | Mārtiņš Trautmanis       | Franck Brucci       |
| 2012                                | Jean Mespoulède          | Mickaël Larpe            | Yohan Soubes        |
| 2013,                               | Marc Sarreau             | Florian Dumourier        | David Thély         |
| 2014                                | Alexis Dulin             | Sébastien Fournet-Fayard | Jérôme Mainard      |
| 2015                                | Florent Pereira          |                          |                     |
| La Jean-Patrick Dubuisson           |                          |                          |                     |
| 2016,                               | Geoffrey Bouchard        | Julien Trarieux          | Maxime Roger        |
| 2017,                               | Sébastien Fournet-Fayard | Laurent Évrard           | Florent Pereira     |
| Classic Jean-Patrick Dubuisson      |                          |                          |                     |
| 2018,                               | Alexis Carlier           | Adrien Guillonnet        | Jaakko Hänninen     |
| 2019,                               | Morne van Niekerk        | Pierre Bonnet            | Boris Orlhac        |
| 2020                                | pas de course            | pas de course            | pas de course       |
| 2021                                | Louis Richard            | Florent Castellarnau     | Alexandre Desroches |
| 2022                                | pas de course            | pas de course            | pas de course       |
| 2023                                | Ludovic Morice           | Hugo Tanguy              | Alexandre Laurent   |
| 2024                                | David Menut              | Yannick Martinez         | Damien Bodard       |

### Juniors
| Année                                 | Vainqueur              | Deuxième         | Troisième           |
| ------------------------------------- | ---------------------- | ---------------- | ------------------- |
| Classic Jean-Patrick Dubuisson Junior |                        |                  |                     |
| 2012                                  | Romain Faussurier      | Thomas Lassaigne | Loïc Rolland        |
| 2013                                  | Aurélien Paret-Peintre | Paul Sauvage     | Alban Druguet       |
| 2014-2017                             | non disputé            | non disputé      | non disputé         |
| 2018                                  | Loris Trastour         | Loïc Roy         | Niko Diaz           |
| 2019                                  | Romain Charcosset      | Victor Bosoni    | Bastien Bodnar      |
| 2020                                  | Bastien Tronchon       | Jordan Labrosse  | Mathias Sanlaville  |
| 2021                                  | Paul Magnier           | Paulo Pantoja    | Julien Azile Lozach |
| 2022                                  | pas de course          | pas de course    | pas de course       |
| 2023                                  | Louison Boulain        | Edgar Jorge      | Florian Gaillard    |
| 2024                                  | Juan Díaz García       | Tom Brémont      | Antoine Verhaege    |